# L'Asile
L'Asile (Haïtiaans-Creools: Lazil) is een stad en gemeente in Haïti met 41.000 inwoners. De plaats ligt op het schiereiland Tiburon, 35 km ten noordwesten van de stad Les Cayes. De gemeente maakt deel uit van het arrondissement Anse-à-Veau in het departement Nippes.
Er wordt suikerriet, tabak, koffie en sinaasappelen verbouwd. Ook vindt er industriële verwerking van rietsuiker plaats. Verder wordt er bruinkool gevonden.

## Indeling
De gemeente bestaat uit de volgende sections communales:
| Nr. | Naam                   | Km²   | Inw.2015 |
| --- | ---------------------- | ----- | -------- |
| 1   | L'Asile (of: Nan Paul) | 22,44 | 8.600    |
| 2   | Changeux               | 55,02 | 9.769    |
| 3   | Tournade               | 55,65 | 18.029   |
| 4   | Morisseau              | 20,71 | 4.675    |